# Pierre Rousselot
Pierre Rousselot (Nantes, 29 dicembre 1878 – Éparges, 25 aprile 1915) è stato un presbitero, teologo e filosofo francese dell'Ordine dei Gesuiti.

## Biografia
Figlio del banchiere di Nantes Paul Rousselot e di Marie-Thérèse Houget, Pierre Rousselot entrò nella Compagnia di Gesù nel 1895 e studiò filosofia e teologia a Canterbury. Ordinato sacerdote il 24 agosto 1908 a Hastings, conseguì il dottorato in filosofia alla Sorbona con due dissertazioni: L'intellectualisme de saint Thomas (sulla sintesi tomistica del platonismo cristiano) e Pour l'histoire du problème de l'amour au Moyen Âge.
Nel novembre 1909 fino alla chiamata al servizio militare durante la Prima guerra mondiale (1914), fu professore di dogmatica all'Institut Catholique de Paris, ad eccezione di un anno (1912.13) trascorso in Inghilterra. Sergente del 301° Reggimento fanteria, fu ucciso nella battaglia di Éparges nel 1915.

## Approccio filosofico-teologico
La filosofia e la teologia di Rousselot si basano su Tommaso d'Aquino e, seguendo Maurice Blondel, definiscono il rapporto tra natura e grazia. 
Rousselot è stato uno dei primi pionieri del movimento che è stato chiamato tomismo trascendentale, i cui rappresentanti più illustri includono Joseph Maréchal, Emerich Coreth, Karl Rahner e Bernard Lonergan.
Rousselot propose un nuovo concetto di rivelazione: che la rivelazione fosse concepita non come una somma di verità, proposizioni e giudizi distinti, ma come un tipo di conoscenza che è indefinitamente monetizzabile (monnayable) in idee e proposizioni distinte che la esplicitano senza poterla esaurire e senza pretendere di completarla. La rivelazione era la conoscenza viva e amorevole che gli Apostoli avevano di Gesù.
L'atto rivelatorio divino deve essere contrapposto alla capacità di conoscenza dell'uomo, che secondo Rousselot viene elevata in modo soprannaturale. I molteplici "segni" in cui si manifesta la rivelazione aprono l'accesso alla sua realtà e fanno apparire giustificato e responsabile l'assenso della ragione a quest'ultima. La concretizzazione della credibilità avviene solo quando si risponde affermativamente alla chiamata di Dio alla comunione diretta con Lui. Il riconoscimento della credibilità e l'assenso alla fede formano quindi un'unità inscindibile; sono due aspetti distinti di uno stesso atto, il compimento della fede.
Il modo in cui i molti dogmi sono precontenuti nell'unica conoscenza immutabile che è il deposito della fede apostolico non è logico, ma cristologico. Il contributo di De Lubac alla questione dello sviluppo dottrinale è in gran parte una riproposizione di quello di Rousselot, di cui ha studiato e pubblicato i documenti.
Nel mondo di lingua tedesca, Hans Urs von Balthasar e Karl Rahner furono in particolare influenzati da Rousselot.

## Opere
- L’Intellectualisme de saint Thomas. Paris 1908, 3. Auflage 1936, online (Hg. A. Raffelt, UB Freiburg), premio Juteau-Duvigneaux dell'Académie française nel 1916.
- Pour l'histoire du probleme de l'amour au Moyen Âge, Munster, 1908.
- Amour spirituel et synthese apperceptive, 1910
- L'être et l'esprit, 1910
- Les yeux de la foi, 1910
- La metaphysique thomiste et la critique de la connaissance, 1910
- Remarques sur l'histoire de la notion de foi naturelle, 1913
- Intellectualisme, 1914
- La religion chrétienne, ed. J. Huby. 1912. 3a ed. 1921.

Bernard Pottier aveva già indicato l'importanza di quest'opera nel 1984. Il libro è stato ripubblicato con una prefazione di André Manaranche: Les yeux de la foi, edito da Ad Solem, Parigi, 2010.